# Internet-Versteigerung
Die Entscheidung des Bundesgerichtshofs zu Internet-Versteigerungen vom 11. März 2004 (BGHZ 158, 236-253; Az: I ZR 304/01) besagt, dass der Betreiber einer Plattform für Versteigerungen im Internet auf Unterlassung in Anspruch genommen werden kann, wenn Anbieter auf dieser Plattform gefälschte Markenprodukte anbieten. Das Urteil wurde in zwei weiteren BGH-Entscheidungen in den Jahren 2007 und 2008 bestätigt. 
Die Urteilsklarstellung des BGH, dass das Haftungsprivileg des § 11 S. 1 TDG nicht den Unterlassungsanspruch betreffe (s. u.), wird auch von den Instanzgerichten übernommen. Zu beachten ist aber nach den eindeutigen Ausführungen des BGH, dass eine Haftung des Host-Providers (so auch Foren- oder Communitybetreiber) begrenzt ist. Der BGH stellt auf die Verletzung von Prüfungspflichten des Betreibers, deren Umfang und Bestand im Einzelfall ab. In der Rechtsprechung der Instanzgerichte wird hinsichtlich der Bestimmung der Prüfungspflichten auch auf die „Gewerblichkeit“ eines Angebots abgestellt (vgl. z. B. zuletzt: LG München I Urteil vom 8. Dezember 2005 – Az. 7 O 16341/05). Im Hinblick auf die noch abzuwartende Entscheidungsbegründung des viel diskutierten „HEISE-Urteils des LG Hamburg“ dürfte auch in Zukunft die Messlatte einer Haftung der Betreiber von Forenplattformen u. ä. nicht so verschärft werden, dass eine „Lähmung des Internets“ zu befürchten ist. Vielmehr scheint eine Haftung der Betreiber für fremde, rechtswidrige Information grdsätzlich erst ab Kenntnis rechtswidriger Inhalte einzutreten, vorausgesetzt es liegt keine fahrlässige Unkenntnis oder eine Verletzung bestehender Prüfungspflichten des Betreibers vor.

## Sachverhalt
Die Inhaber der Marke Rolex verklagten die Internet-Auktionsplattform ricardo.de erfolglos wegen Verletzung ihrer Markenrechte auf Unterlassung und Schadensersatz, weil auf deren Auktionsseiten Repliken von Rolex-Uhren zur Versteigerung angeboten worden waren. Die Uhren waren in den von den Ricardo-Nutzern formulierten Angebotstexten als Nachbildungen oder Repliken bezeichnet und mit Mindestgeboten zwischen 60 und 399 DM angeboten worden. „Rolex“ argumentierte, bei den Angeboten handele es sich um eigene Inhalte des Auktionshauses, oder zumindest habe sich das Auktionshaus die fremden Inhalte seiner Nutzer zu eigen gemacht.

## Leitsätze
Internet-Versteigerung
1. Das Haftungsprivileg des § 11 Satz 1 TDG, das den Diensteanbieter, der fremde Informationen für einen Nutzer speichert („Hosting“), von einer Verantwortlichkeit freistellt, betrifft nicht den Unterlassungsanspruch.
2. Der Umstand, dass ein Diensteanbieter im Rahmen des Hosting eine Plattform eröffnet, auf der private und gewerbliche Anbieter Waren im Internet versteigern können, reicht nicht aus, um ihn als Täter einer Markenverletzung anzusehen, falls ein Anbieter gefälschte Markenware (hier: falsche ROLEX-Uhren) zur Versteigerung stellt. Eine Haftung als Teilnehmer an der durch den Anbieter begangenen Markenverletzung setzt zumindest bedingten Vorsatz voraus.
3. Eine Haftung als Störer setzt voraus, dass für Diensteanbieter zumutbare Kontrollmöglichkeiten bestehen, um eine solche Markenverletzung zu unterbinden. Ihm ist es nicht zuzumuten, jedes in einem automatisierten Verfahren unmittelbar ins Internet gestellte Angebot darauf zu überprüfen, ob Schutzrechte Dritter verletzt werden. Wird einem Diensteanbieter ein Fall einer Markenverletzung bekannt, muss er nicht nur das konkrete Angebot unverzüglich sperren, sondern auch technisch mögliche und zumutbare Maßnahmen ergreifen, um Vorsorge dafür zu treffen, dass es nicht zu weiteren entsprechenden Markenverletzungen kommt.
4. Eine markenrechtliche Verwechslungsgefahr wird nicht dadurch ausgeschlossen, dass die mit dem fremden Zeichen versehene Ware ausdrücklich als „Replika“ oder „Nachbildung“ bezeichnet wird.

## Aus den Gründen
„[…] handelt es sich bei den Angebotsbeschreibungen eines Anbieters, der sich der Plattform der Beklagten für Fremdversteigerungen bedient, nicht um eigene Informationen der Beklagten, die sie zur Nutzung durch Dritte bereithält und für die sie gemäß § 8 Abs. 1 TDG „nach den allgemeinen Gesetzen verantwortlich ist“. Vielmehr sind dies fremde Informationen i.S. des § 11 Satz 1 TDG, für die die Beklagte nur unter den dort genannten Voraussetzungen verantwortlich ist.“
„Wie sich aus dem Gesamtzusammenhang der gesetzlichen Regelung ergibt, findet die Haftungsprivilegierung des § 11 TDG n.F. indessen keine Anwendung auf Unterlassungsansprüche. Dies kommt im Wortlaut des § 11 Satz 1 TDG nur insofern zum Ausdruck, dass dort von der Verantwortlichkeit des Diensteanbieters die Rede ist. Damit ist lediglich die strafrechtliche Verantwortlichkeit und die Schadensersatzhaftung angesprochen. § 11 TDG besagt indessen nichts darüber, ob ein Diensteanbieter nach den allgemeinen deliktsrechtlichen Maßstäben oder als Störer auf Unterlassung in Anspruch genommen werden kann, wenn eine Veröffentlichung in dem von ihm betriebenen Dienst die (Marken-)Rechte eines Dritten verletzt. […] dass das Haftungsprivileg des § 11 Satz 1 TDG Unterlassungsansprüche nicht berührt, wird auch durch die Bestimmung des § 8 Abs. 2 TDG nahegelegt. Dort heißt es einerseits in Satz 1, dass ‚Diensteanbieter i.S. der §§ 9 bis 11 […] nicht verpflichtet (sind), die von ihnen übermittelten oder gespeicherten Informationen zu überwachen oder nach Umständen zu forschen, die auf eine rechtswidrige Tätigkeit hinweisen‘. In Satz 2 wird dann jedoch klargestellt, dass ‚Verpflichtungen zur Entfernung oder Sperrung der Nutzung von Informationen nach den allgemeinen Gesetzen […] auch im Falle der Nichtverantwortlichkeit des Diensteanbieters nach den §§ 9 bis 11 unberührt (bleiben)‘. § 8 Abs. 2 Satz 2 TDG ist auf alle Diensteanbieter nach §§ 9 bis 11 TDG anwendbar.“
„Die Regelung des deutschen Gesetzgebers in § 8 Abs. 2 Satz 2 TDG deckt sich insofern mit Art. 14 der Richtlinie 2000/31/EG über den elektronischen Geschäftsverkehr […] Die Bestimmung des Art. 14 der Richtlinie 2000/31/EG betrifft das Hosting, also einen Dienst zur Speicherung fremder Inhalte. Nach der Regelung in Absatz 1, die der deutsche Gesetzgeber durch § 11 TDG umgesetzt hat, müssen die Mitgliedstaaten gewährleisten, dass der Diensteanbieter in einem solchen Fall ‚nicht für die von einem Nutzer gespeicherten Informationen verantwortlich ist‘, wenn er ‚keine tatsächliche Kenntnis von der rechtswidrigen Tätigkeit oder Information (hat)‘ oder nach Erlangung der Kenntnis ‚unverzüglich tätig (wird), um die Information zu entfernen oder den Zugang zu ihr zu sperren‘. Absatz 3 macht jedoch deutlich, dass Unterlassungsansprüche von diesem Privileg nicht erfasst zu sein brauchen (vgl. dazu auch Erwägungsgrund 46 der Richtlinie). Dort heißt es:
Dieser Artikel lässt die Möglichkeit unberührt, dass ein Gericht oder eine Verwaltungsbehörde nach den Rechtssystemen der Mitgliedstaaten vom Diensteanbieter verlangt, die Rechtsverletzung abzustellen oder zu verhindern, oder dass die Mitgliedstaaten Verfahren für die Entfernung einer Information oder die Sperrung des Zugangs zu ihr festlegen.
Dass Unterlassungsansprüche von dem Haftungsprivileg ausgenommen sind oder ausgenommen sein können, erklärt auch, weswegen Art. 14 Abs. 1 lit. a der Richtlinie und ihm folgend § 11 Satz 1 Nr. 1 Alt. 2 TDG n.F. für Schadensersatzansprüche geringere Anforderungen stellt als für die Verantwortlichkeit im übrigen: Eine Schadensersatzhaftung dürfen die Mitgliedstaaten bereits dann vorsehen, wenn der Diensteanbieter zwar keine Kenntnis von der rechtswidrigen Tätigkeit oder Information hat, wenn ihm aber Tatsachen oder Umstände bekannt sind, ‚aus denen die rechtswidrige Handlung oder Information offensichtlich wird‘. Wäre auch der Unterlassungsanspruch von der Haftungsprivilegierung in Art. 14 der Richtlinie und § 11 Satz 1 Nr. 1 Alt. 1 TDG n.F. erfasst, hätte dies die schwer verständliche Folge, dass an den Unterlassungsanspruch höhere Anforderungen gestellt wären als an den Schadensersatzanspruch.“
„(1) Mit Recht ist das Berufungsgericht davon ausgegangen, dass derjenige, der – ohne Täter oder Teilnehmer zu sein – in irgendeiner Weise willentlich und adäquat kausal zur Verletzung eines geschützten Gutes beiträgt, als Störer für eine Schutzrechtsverletzung auf Unterlassung in Anspruch genommen werden kann. […] Im Falle der Verletzung von Immaterialgüterrechten, die als absolute Rechte auch nach § 823 Abs. 1, § 1004 BGB Schutz genießen, sind die Grundsätze der Störerhaftung uneingeschränkt anzuwenden. […] Weil die Störerhaftung aber nicht über Gebühr auf Dritte erstreckt werden darf, die nicht selbst die rechtswidrige Beeinträchtigung vorgenommen haben, setzt die Haftung des Störers die Verletzung von Prüfungspflichten voraus. Deren Umfang bestimmt sich danach, ob und inwieweit dem als Störer in Anspruch Genommenen nach den Umständen eine Prüfung zuzumuten ist. […] Einem Unternehmen, das – wie die Beklagte – im Internet eine Plattform für Fremdversteigerungen betreibt, ist es nicht zuzumuten, jedes Angebot vor Veröffentlichung im Internet auf eine mögliche Rechtsverletzung hin zu untersuchen. Eine solche Obliegenheit würde das gesamte Geschäftsmodell in Frage stellen. […] Andererseits ist zu bedenken, dass die Beklagte durch die ihr geschuldete Provision an dem Verkauf der Piraterieware beteiligt ist. Unter diesen Umständen kommt dem Interesse der Beklagten an einem möglichst kostengünstigen und reibungslosen Ablauf ihres Geschäftsbetriebs ein geringeres Gewicht zu […] Dies bedeutet, dass die Beklagte immer dann, wenn sie auf eine klare Rechtsverletzung hingewiesen worden ist, nicht nur das konkrete Angebot unverzüglich sperren muß (§ 11 Satz 1 Nr. 2 TDG n.F.), sie muß vielmehr auch Vorsorge treffen, dass es möglichst nicht zu weiteren derartigen Markenverletzungen kommt.“

## Europäische Rechtsprechung
In seinem Urteil vom 12. Juli 2011 hat sich der Europäische Gerichtshof dieser Rechtsprechung angeschlossen. Wer im Internet das Anbieten von Markenware ermöglicht, muss auf Aufforderung nicht nur markenverletzende Angebote entfernen, sondern auch zumutbare Maßnahmen gegen Wiederholungen treffen.